# Óli Mittún
Óli Mittún (* 10. Juni 2005 in Tórshavn, Färöer) ist ein Handballspieler von den Färöern, der für den dänischen Erstligisten GOG aufläuft.

## Karriere

### Im Verein
Mittún erlernte das Handballspielen beim färöischen Verein H71. Zusätzlich spielte er Fußball in der Nachwuchsabteilung von HB Tórshavn. In der Saison 2021/22 gehörte der Rückraumspieler dem Kader der Herrenmannschaft von H71 an, mit der er sowohl die färöische Meisterschaft als auch den färöischen Pokal gewann. Im Sommer 2022 wechselte er zum schwedischen Erstligisten IK Sävehof, mit dem er 2024 schwedischer Meister wurde. Mittún wurde in der Saison 2024/25 zum MVP der Handbollsligan gewählt. Mit 176 Toren in 25 Spielen wurde er Torschützenkönig der regulären Saison, in der Meisterrunde kamen in acht Spielen 47 weitere Treffer hinzu. Zur Saison 2025/26 unterschrieb er einen Vertrag über vier Jahre beim dänischen Verein GOG.

### In Auswahlmannschaften
Mittún nahm mit der färöischen Jugendnationalmannschaft an der U-18-Europameisterschaft 2022 teil. Mittún gewann mit 80 Treffern die Torschützenkrone und wurde zum MVP gewählt. Ein Jahr später wurde er mit 87 Treffern Torschützenkönig bei der U-19-Weltmeisterschaft. Weiterhin wurde er in das All-Star-Team gewählt.
Mittlerweile gehört er dem Kader der färöischen Nationalmannschaft an. Bei der Europameisterschaft 2024 schied man nach Niederlagen gegen Slowenien und Polen sowie einem Unentschieden gegen Norwegen in der Vorrunde aus und belegte den 20. Rang. Mittún warf sieben Tore in drei Einsätzen. Bei der U-21-Weltmeisterschaft 2025 gewann er mit der färöischen Juniorennationalmannschaft die Bronzemedaille. Mittún erzielte mit 73 Treffern die meisten Tore im Turnierverlauf und wurde zum MVP gewählt.

## Sonstiges
Seine Schwester Jana Mittún, sein Bruder Pauli Mittún sowie seine Cousins Elias Ellefsen á Skipagøtu und Rói Ellefsen á Skipagøtu spielen ebenfalls Handball.